# Венесуэла на зимних Олимпийских играх 2014
Венесуэла принимала участие в зимних Олимпийских играх 2014 года, которые проходили в Сочи с 7 по 23 февраля 2014 года, в четвёртый раз за свою историю. Венесуэла вновь стала участницей Зимних Игр после того, как пропустила предыдущие зимние игры 2010 года, прошедшие в Ванкувере. Это было также и последнее участие Венесуэлы в зимних Олимпийских играх. Сборную представлял один горнолыжник. На церемонии открытия и закрытия зимних Игр флаг Венесуэлы нёс Антонио Хосе Пардо Андретта.
Венесуэльский лыжник Сесар Баэна, обладатель мирового рекорда по продолжительности перехода на лыжероллерах, не смог квалифицироваться на Олимпиаду, а после отказа в олимпийской лицензии предпринимал попытку написать письмо Президенту России Владимиру Путину с просьбой повлиять на распределение лицензий.

## Горнолыжный спорт
Мужчины
| Спортсмен                   | Дисциплина        | 1-я попытка | 2-я попытка | Всего | Отставание | Место |
| --------------------------- | ----------------- | ----------- | ----------- | ----- | ---------- | ----- |
| Антонио Хосе Пардо Андретта | Гигантский слалом | DNF         | DNF         | DNF   | DNF        | DNF   |